# Adam Kasprzak
Adam Kasprzak (ur. 19 kwietnia 1906 w Zielonej Wsi koło Rawicza, zm. 21 września 1944 w Tychach) – działacz komunistyczny.
Syn Jana i Franciszki z d. Tacka, skończył szkołę powszechną, a następnie terminował jako tapicer. W 1926 odbył służbę wojskową. Od 1930 mieszkał na Górnym Śląsku, pracował w Wełnowcu. Od 1932 członek KPP, agitator w Zakładach Cynkowych w Wełnowcu, w których pracował, i kolporter literatury komunistycznej. Przechowywał w swoim mieszkaniu nielegalne druki komunistyczne, organizował „jednolitofrontowe” wystąpienia w Wełnowcu i Dębie. Działał także w Związku Robotników Przemysłu Metalowego. W 1935 współorganizował strajk okupacyjny w kopalni „Eminencja” i współtworzył Komitet Niesienia Pomocy Strajkującym, a następnie współorganizował strajk okupacyjny i głodówkę w zakładach cynkowych w Wełnowcu. Od 27 grudnia 1937 do 8 stycznia 1938 członek Komitetu Strajkowego.
W czasie okupacji organizował zebrania byłych KPP-owców, a w 1941 utworzył organizację Związek Patriotów Śląskich działającą w Wełnowcu i Siemianowicach Śląskich. W 1943 wraz z tą organizacją przystąpił do PPR. Organizował sabotaż w zakładach pracy i ucieczki jeńców sowieckich i przymusowych robotników-obywateli ZSRR oraz wcielanie do GL-AL dezerterów z Wehrmachtu. 19 czerwca 1944 został aresztowany i uwięziony w mysłowickim więzieniu. Po śledztwie i torturach został publicznie powieszony w Tychach wraz z 4 innymi działaczami. Pozostawił żonę Ludwikę i córkę Hilarię.